# Skógá
El río Skógá nace en el valle de los glaciares Eyjafjallajökull y Mýrdalsjökull, pasa cerca de la pequeña ciudad de Skógar, y desemboca en el Océano Atlántico. En su recorrido tiene toda una serie de cascadas, entre ellas Skógafoss.